# ピロガロール
ピロガロール (pyrogallol) は、ベンゼンの1,2,3位の水素がヒドロキシ基に置換した有機化合物で、3価フェノールである。別名、焦性没食子酸（しょうせいもっしょくしさん）。
没食子酸の脱炭酸で合成され、有機合成試薬、写真の現像液、毛織物の媒染剤、染料の成分として用いられる。
気体の精製に用いられる。ピロガロールの水溶液に通気させると、酸素を除去することができる。